# لاکهید سی-۱۲۱ کانستلیشن
لاکهید سی-۱۲۱ کانستلیشن (به انگلیسی: Lockheed C-121 Constellation) یک هواگرد ساختِ کارخانهٔ لاکهید کورپوریشن در کشور ایالات متحده آمریکا است که در سال ۱۹۴۷ ساخته شد. نخستین استفاده‌کنندهٔ این هواگرد نیروی هوایی ایالات متحده آمریکا و در سال ۱۴ مارس ۱۹۴۷ میلادی بوده است.